# مطار أدي
مطار أدي (بالفرنسية: Aérodrome d'Adé)‏ هو مطار يخدم أدي في تشاد.